# Iglesia católica armenia
La Iglesia católica armenia (en armenio: Հայ Կաթողիկե Եկեղեցի, romanizado: Hay Kat’voghike Yekeghets’i; en latín: Ecclesiae Armenorum, y en el Anuario Pontificio, en italiano: Chiesa Armena) es una de las veinticuatro Iglesias sui iuris que conforman la Iglesia católica. Se trata de una Iglesia católica oriental que sigue la tradición litúrgica armenia, usando como lengua litúrgica el armenio clásico. Está organizada como Iglesia patriarcal de acuerdo a la forma prescripta por el título IV del Código de los Cánones de las Iglesias Orientales (CCEO), bajo supervisión del Dicasterio para las Iglesias Orientales, y es presidida por el patriarca-catolicós de Cilicia de los armenios, cuya sede se encuentra actualmente en Beirut, Líbano.
Históricamente los armenios católicos surgieron del seno de la Iglesia apostólica armenia. El territorio propio del patriarcado de Cilicia de los armenios está en Oriente Próximo, pero existen fuera de él circunscripciones armenias inmediatamente sujetas a la Santa Sede, así como parroquias y comunidades dispersas en diversos países bajo la jurisdicción de obispos latinos.

## Historia

### Origen y cisma
Según la tradición los apóstoles Judas Tadeo y Bartolomé fueron los primeros evangelizadores de la Armenia romana en el siglo I y se los considera sus fundadores y quienes ordenaros a los primeros obispos armenios. El cristianismo penetró en Armenia desde Edesa a través de la región de Vaspurakan y de la provincia de Taron (hoy provincia de Muş). Después de las primeras predicaciones y a causa de las persecuciones de los reyes Axidares, Cosroes I y Tiridates III, el cristianismo se difundió por el Reino de Armenia de forma secreta. El rey Tiridates III de Armenia se convirtió al cristianismo (se cree que en 301) y lo hizo la religión oficial del Reino de Armenia (primer estado en hacerlo), iniciando la conversión masiva del pueblo. Tiridates III designó a Gregorio I el Iluminador como primer catolicós (obispo principal del reino) de Armenia, y lo envió a recibir la consagración episcopal de manos del arzobispo Leoncio de Cesarea de Capadocia (la actual Kayseri) en 302. Gregorio I el Iluminador tomó posesión de su cargo de catolicós en Artashat. En 303 comenzó la construcción de la Catedral de Ejmiatsin en Vagharshapat, sede de la Iglesia armenia o gregoriana, que según las fuentes griegas (pero no las armenias) siguió siendo sufragánea del metropolitanato de Cesarea de Capadocia. La conversión histórica completa y cierta de Armenia ocurrió en 313. De acuerdo a un documento que se cree apócrifo, en 319 el papa Silvestre I habría concedido el catolicosado a Gregorio: Armenorum primatum, Iberorum seu Georgianorum, Albanensium, Calpensium, Maugrensium acquisivit (...) Gregorio mantuvo su cargo por 25 años, creó muchas diócesis y presidió la conversión de Georgia, Albania del Caspio y Atropatene.
Los catolicós armenios estuvieron representados en los concilios de Nicea I (325, por Arisdaches, hijo y sucesor de Gregorio en el catolicosado) y Constantinopla I (381), pero a causa de la partición de Armenia entre persas y bizantinos en 387 no estuvieron en el Concilio de Éfeso (425), al cual sin embargo el catolicós Isaac adhirió por escrito. En 365 el catolicós Narsés convocó al primer sínodo de la Iglesia armenia en Artashat y décadas después el catolicós Isacc introdujo el celibato obligatorio para los obispos.
Entre 404 y 436 se realizó la traducción de la Biblia del griego al armenio, usando el alfabeto creado por el monje Mesrob Mashtots en 404. En esa época comenzó a utilizarse el idioma armenio en la liturgia, en vez del siríaco de la liturgia usada en Edesa de Osroene y del griego de la de Cesarea de Capadocia, idiomas no comprendidos por el pueblo. En 485 el catolicosado fue transferido a la nueva capital Dvin.
La Iglesia armenia no estuvo representada en el Concilio de Calcedonia, (el cuarto concilio ecuménico) en 451, debido a la rebelión armenia contra el Imperio sasánida. El emperador bizantino Anastasio I en 506 envió al catolicós Bapken el Henotikon, decreto cristológico del Concilio de Calcedonia. La mala traducción al armenio del texto en griego, junto a otros factores, provocó que la Iglesia armenia, junto con el patriarcado de Alejandría y la Iglesia jacobita, consideraran que se rompía con lo acordado en el Concilio de Éfeso y se producía una recaída en el nestorianismo. Por tanto, en el Concilio de Dvin I presidido por el catolicós Bapken en 506, armenios, georgianos y albaneses del Cáucaso rechazaron los cánones del Concilio de Calcedonia, que sí tuvo cierta aceptación entre los armenios que vivían del lado bizantino de la frontera. En el concilio de Dvin II en 554, liderados por el catolicós Nerses II de Bagrevand, rompieron formalmente la comunión con el papa de Roma y los patriarcas del Oriente, siendo los escindidos considerados monofisitas, aunque la Iglesia armenia considera al monofisismo una herejía, adhiriendo a la doctrina miafisita definida por Cirilo de Alejandría. Por tanto, la Iglesia apostólica armenia mantuvo su opinión de lo aceptado en el tercer concilio ecuménico celebrado en Éfeso y el Credo de Nicea. Como parte de Armenia había caído en manos bizantinas, el emperador nombró a Hovhannes de Bagaran como patriarca armenio calcedónico, pero en 611 cayó en manos persas y el patriarcado no continuó. En el Concilio de Dvin III (609–610) la Iglesia armenia rompió con la Iglesia de Georgia y de los íberos del Cáucaso que habían aprobado la cristología de Calcedonia en 608, pero mantuvo su jurisdicción sobre la Iglesia albanesa que estaba en comunión con ambas hasta fines del siglo XIX, cuando fue abolido ese catolicosado. El catolicós Yezr (Esdras) de Parajenakert firmó una profesión de fe acordada con los bizantinos, que fue aprobada en un sínodo en Erzurum en 632, pero fue rechazada por el pueblo y en un concilio en Dvin en 645 solo se admitieron los 3 primeros concilios. El Concilio de Manazkert (726) bajo la presidencia del catolicós Hovhannes, compuesto por obispos armenios y sirios, acordó sobre temas cristológicos comunes. En territorio bizantino la Iglesia armenia estuvo proscripta hasta el fin del Imperio en 1453.
Dvin fue conquistada por los árabes musulmanes del califato ortodoxo en 642, quienes derrotaron a persas y bizantinos. Tras la destrucción de Dvin por Yúsuf ibn Abi 'l-Saŷ la sede el catolicosado fue transferida circa 910 al monasterio de Dzoravank (Salnapat) y luego a la isla Akdamar del lago Van (927), a Arghina (947) y a Ani (992). El catolicós Khatchik I Arschakouni (971-992) fue el primero en nombrar obispos armenios en territorio bizantino, a la par de los obispos griegos. Tras la caída de Ani en 1046 en manos bizantinas, el catolicós fue retenido en Constantinopla hasta 1049 y luego enviado a Sebaste (Sivas, en 1054) y en 1057 a Tavbloor (cerca de Tarantia o Darendé). En 1066 emperador aceptó el traslado al reino de Kars en Dzamendav (hoy Zamantı), pasando luego a Dzovk (hoy isla de Gölcük en el lago Hazar) (1116) y Hromgla (1149). La fortaleza de Hromgla fue cedida en 1151 por el condado de Edesa (cruzados) al catolicós armenio para que fije allí su sede. Los armenios se establecidos en Cilicia eran refugiados que huyeron de la conquista selyúcida de la Armenia bagrátida en 1064.

### Intentos de unión con la Iglesia católica
De acuerdo a las condiciones políticas variables, hubo varias uniones y rupturas entre la Iglesia de armenia y la de Constantinopla, que todavía estaba en comunión con la Iglesia de Roma. El catolicós Vahan I, consagrado en Ani en 967, fue depuesto por un sínodo en 970 luego de que aceptara el Concilio de Calcedonia. Los primeros contactos oficiales de la Iglesia de Armenia con la de Roma tuvieron lugar en 1080 cuando el catolicós Gregorio II pidió al papa Gregorio VII que interviniese en las disputas con los griegos. Fue entonces que el papa reconoció a la Iglesia armenia como ortodoxa, pero instó al catolicós a aceptar el Concilio de Calcedonia y a llevar a cabo reformas litúrgicas. El contacto no tuvo consecuencias relevantes. Durante las cruzadas el catolicós Gregorio III Pahlavouni asistió al concilio latino de Antioquía en 1139, en el cual hizo una profesión de fe ante el legado papal Alberico, recibiendo luego del papa Inocencio III el palio.

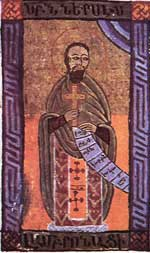
Narsés de Lambron, firmante del acta de unión de 1198 en una miniatura de 1643

Durante la Tercera cruzada los armenios de Cilicia prestaron colaboración a los cruzados y el caudillo armenio León (o Levon) pidió al emperador Enrique VI y al papa Celestino III el título de rey de Armenia. El papa envió a Tarso como legado al cardenal y arzobispo de Maguncia, Conrado de Wittelsbach, portando una corona que le sería entregada a León si el catolicosado armenio acordaba la unión con la Iglesia de Roma. El papa puso 3 condiciones respecto de las celebraciones de las fiestas en determinados días, la realización de servicios religiosos en iglesias (y no al aire libre, como era la costumbre armenia) y la observación del ayuno pascual y además requirió la aprobación de la unión por al menos 12 obispos armenios. A fines de 1198 los requerimientos fueron aceptados y se firmó un acta de unión entre el legado papal y 12 obispos, entre los cuales estaban el arzobispo de Tarso, Narsés de Lambron y el arzobispo Juan VI de Sis. El legado papal y el catolicós Gregorio VI Pahlavuni consagraron a León el 6 de enero de 1199 como León I de Armenia con el título de rey de Armenia, dando origen al Reino armenio de Cilicia. La unión no fue aceptada por el clero y el pueblo armenio y fue rechazada especialmente por los antipatriarcas cismáticos de la Armenia histórica. Algunas costumbres latinas fueron adoptadas en la Iglesia armenia, tales como el uso de la mitra y el báculo por los obispos.
En 1293 la fortaleza de Hromgla fue tomada por los mamelucos y el catolicós trasladó su sede a Sis (hoy Kozan), capital del Reino armenio de Cilicia. Algunas reformas latinas fueron adoptadas por los catolicós hasta que en 1361 el catolicós Mesrop Artazetsi I convocó al 8.º Concilio de Sis y ordenó retirar de los ritos de la Iglesia armenia todas las innovaciones que habían sido el resultado de las políticas prolatinas de los reyes de Cilicia, entre ellas la mezcla de agua y vino en el cáliz. El reino fue conquistado por los mamelucos en abril de 1375, quedando el catolicosado bajo control musulmán.
En el siglo XIV los franciscanos lograron que el arzobispo Zacarías del monasterio de San Tadeo en Artaz, considerado vicario de los catolicós en la Gran Armenia, se uniera a la Iglesia católica. Zacarías probablemente viajó en 1354 a Galitzia, a donde los armenios fueron llamados por el rey polaco Casimiro el Grande. En Leópolis los armenios tenían un templo católico y un monasterio y un templo ortodoxos. El catolicismo duró en Artaz hasta principios del siglo XV, cuando cayó el principado local en manos turcomanas, quienes devolvieron la sede a los armenios apostólicos.
Invitado al Concilio de Florencia, el catolicós Constantino V Vahkatsi envió una delegación con plenos poderes encabezada por el arzobispo Hovakim de Beroea, que aceptó las doctrinas y disciplinas latinas —igual que lo habían hecho los griegos— el 22 de noviembre de 1439, lo que fue promulgado por el papa Eugenio IV mediante la bula Exultate Deo. Cuando Hovakim regresó a Cilicia el catolicós ya había muerto envenenado y la unión no se hizo efectiva. La oposición a la unión se produjo entre los monjes de Armenia oriental y en 1441 un sínodo de 17 obispos opuestos al catolicós Gregorio IX creó el catolicosado de Ejmiatsin y recibió la adhesión de otros 12. La Iglesia armenia tenía entonces 4 circunscripciones eclesiásticas distintas y con frecuencia conflictivas (en comunión desde 1651): 3 catolicosados: en Sis (desde 1293), isla Akdamar (desde 1113 en el reino armenio de Vaspurakan) y en Ejmiatsin (desde 1441); y el patriarcado armenio de Jerusalén (desde 1311). Luego de la toma de Constantinopla por los otomanos en 1453, el sultán Mehmed II creó el patriarcado armenio de Constantinopla en 1461 para liderar a toda la comunidad armenia en el Imperio otomano. Los catolicós de Sis mantuvieron sus relaciones con el papa y la unión tuvo efecto en lugares como Sarai en el Volga y la colonia armenia de Kaffa en Crimea, bajo control de la República de Génova hasta su toma por el Imperio otomano en 1475.
Las relaciones entre la Iglesia de Ejmiatsin y la de Roma se reanudaron en tiempos del catolicós Esteban V, quien envió un acto de sumisión al papa Paulo III, y su sucesor Miguel I envió delegados al papa Pío IV que prometieron enmendar sus dogmas y disciplinas para ponerlos de acuerdo a los latinos. En 1563 el papa Pío V entregó a los armenios de Roma la iglesia de Santa María Egiziana, que mantuvieron hasta 1921.

### Formación de comunidades armenias católicas

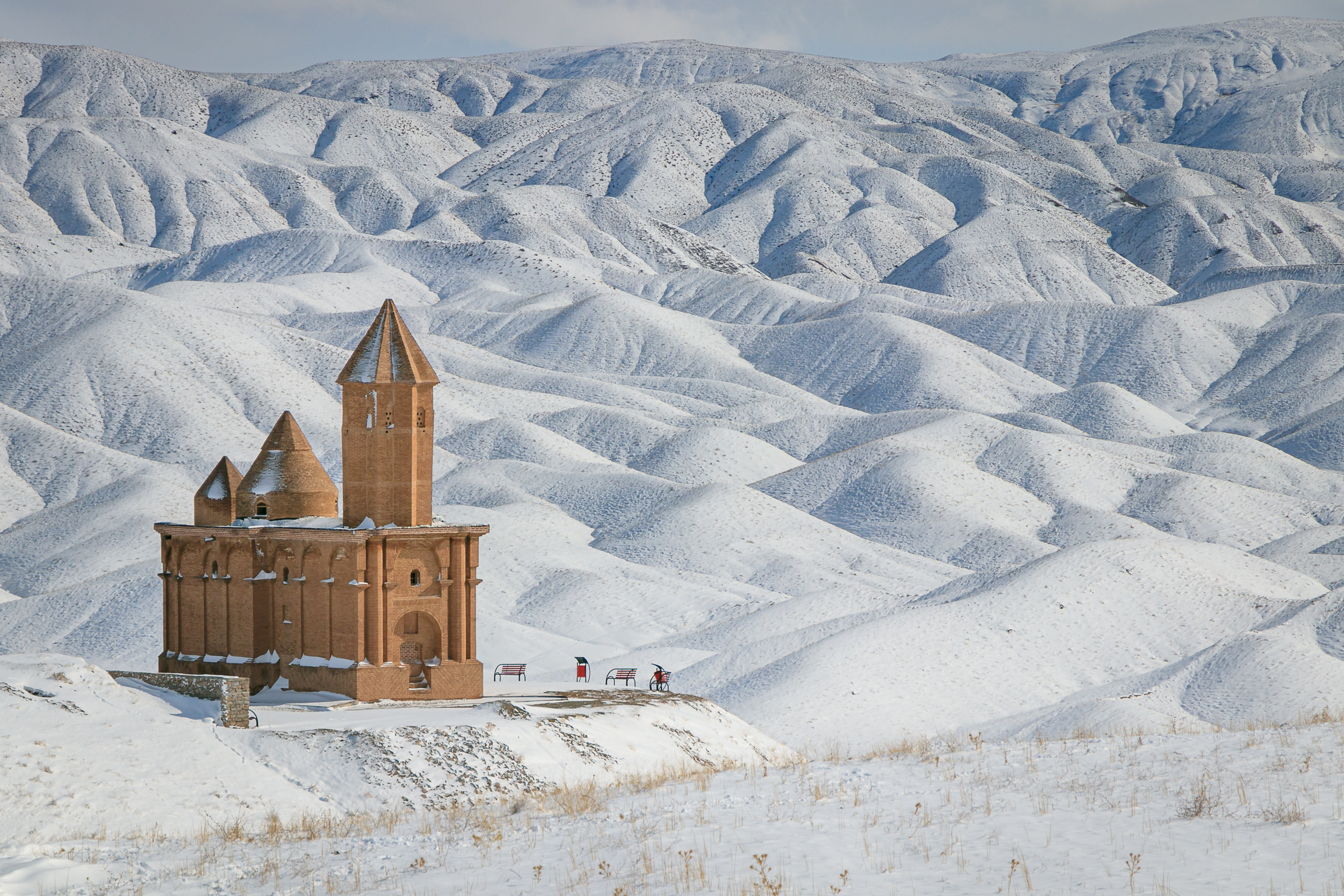
Vista invernal de la iglesia de San Juan de Sohrol, una iglesia católica armenia del o en Sohrol, Shabestar, Irán

A lo largo de su historia los armenios se habían extendido por Oriente Próximo y Europa Oriental. A partir del siglo XI comenzaron a establecerse los primeros grupos mercaderes armenios en lo que hoy es Ucrania, lo cual se acentuó en la segunda mitad de ese siglo debido a los ataques que el territorio armenio recibió de los turcos selyúcidas. Una nueva oleada inmigratoria armenia ocurrió en 1243 cuando los mongoles se apoderaron de Armenia oriental y otra con la caída del estado armenio de Cilicia en 1375. Había comunidades armenias en el Imperio ruso, en el Imperio austríaco, en el Imperio otomano y en Persia.
Dentro de la comunidad cristiana armenia, especialmente desde el siglo XVII y gracias al trabajo de los misioneros latinos, se formaron grupos de cristianos católicos armenios. Estos eran grupos pequeños, o comunidades locales enteras arrastradas a la unión por su obispo, o monasterios que entraron en comunión con la Santa Sede. Así, por ejemplo, en Leópolis en la República de las Dos Naciones el 24 de octubre de 1630 el obispo Mikołaj Torosowicz hizo una profesión de fe católica junto con algunos sacerdotes de su archieparquía, que fue confirmada el 8 de noviembre de 1630 por el papa Urbano VIII y se erigió la archieparquía de Leópolis de los armenios. El 22 de mayo de 1635 el papa lo designó archieparca metropolitano de los armenios católicos de Polonia, Moldavia y Valaquia, designando como sus sufragáneos a los eparcas armenios de Kamianets-Podilskyi y de Maguilov. En Estambul en 1701 se fundó la orden mequitarista, que en 1717 se trasladó a la isla San Lázaro de los armenios en Venecia, y en el Líbano a comienzos del siglo XVII se fundó la orden armenia antoniana, ambas unidas a Roma desde su fundación.
Las comunidades armenio-católicas se encontraban en Estambul, Alepo, Mardin, Isfahán en Persia, en Crimea y en Transilvania. Estas comunidades no tenían un único responsable y a menudo dependían de un vicario apostólico, estaban subordinadas al obispo latino más cercano o dependían de los delegados apostólicos. De hecho, el catolicismo armenio existió sin una Iglesia armenia católica establecida y dentro de la Iglesia apostólica armenia. La mayoría de los católicos armenios estaban dentro de las fronteras del Imperio otomano, en el cual no tenían reconocimiento civil por parte de las autoridades turcas. En 1461 se estableció el patriarcado armenio ortodoxo de Constantinopla, cuyo patriarca fue reconocido por el Gobierno otomano como el líder de la Ermeni millet, jefe civil y responsable de todos los armenios cristianos, incluyendo a católicos y luego a protestantes, de la misma forma que lo era el patriarca griego sobre los ortodoxos y católicos bizantinos. Esta autoridad se extendía también sobre los demás cristianos no bizantinos, como los asirios, caldeos, coptos, jacobitas y maronitas. Los católicos latinos eran considerados extranjeros. Los católicos armenios, por lo tanto, no solo no tenían una Iglesia autónoma y formalmente constituida, sino que desde el punto de vista civil dependían de los armenios ortodoxos de los que se habían separado, no siempre de manera amistosa. El patriarca armenio y el Gobierno otomano consideraban a los católicos armenios como disidentes y "amigos de los francos", por lo que se les prohibía tener lugares de culto, se encarcelaba a los clérigos y se organizaban persecuciones y destierros de los fieles. En 1713 el papa Clemente XI recibió al arzobispo Gregorio de Melchior (Krikor) de Edesa, que huyó a Roma, y lo nombró obispo auxiliar armenio en Roma. Otros 5 obispos fueron nombrados como ordinantes para los armenios en Roma desde 1881 hasta 1967. En 1719 la Congregación de Propaganda Fide erigió el vicariato apostólico armenio de Constantinopla, mientras que en 1748 el papa Benedicto XIV puso a los armenios de Crimea en la jurisdicción de la archieparquía de Leópolis.

### Establecimiento del patriarcado católico armenio

#### Melkon Tazbazian
En 1670 el converso católico Melkon Tazbazian fue enviado a estudiar a Roma por dos sacerdotes latinos que actuando como médicos secretamente predicaban en Mardin. Tazbazian fue consagrado sacerdote en 1680 y regresó ese año a Mardin, en donde se instaló en un monasterio abandonado y logró convertir al catolicismo a la mayoría de los armenios de la ciudad. Siguiendo directivas de la Santa Sede en 1685 predicó entre comunidades armenias de otras ciudades, logrando convertir en Diyarbakır a Mardiros Markar Tahmanian, quien luego sería nombrado obispo de esa ciudad por el catolicós de Ejmiatsin. En 1687 Tazbazian creó un seminario con 8 seminaristas y por orden de Roma viajó a Cilicia a predicar, conociendo en Kilis a Abraham Ardzivian, quien se convirtió en su seguidor. Regresó a Mardin en 1688 enviando a Roma las relaciones de sus viajes. Desde 1691 comenzaron a graduarse los seminaristas, que fueron consagrados sacerdotes por diversos obispos.
En 1705 murió Mateo, el catolicós de Cilicia, y en su remplazo fue nombrado uno de los graduados del seminario de Mardin, Hovhannes V de Hadjin. El papa Clemente XI le escribió una carta pidiéndole que consagrara obispo a Melkon Tazbazian, lo que hizo en 1708 pasando a ser el arzobispo de la prelacía de Mardin. En 1710 Hovhannes V consagró a otro alumno del seminario de Mardin, Abraham Ardzivian, como arzobispo de la prelacía de Beroea (o de Alepo).
En 1714 Tazbazian comenzó a expresar la idea de crear una Iglesia armenia católica separada y lo comunicó al papa, quien le dio su aprobación, ya que no se lograba que toda la Iglesia armenia aceptara la unidad con la Iglesia católica. En esos momentos los armenios católicos eran a la vez miembros de la Iglesia apostólica armenia. Cuando Tazbazian difundió su proyecto de dividir la Iglesia armenia, la jerarquía de esta Iglesia reaccionó y fue exiliado a Estambul y encarcelado. Tazbazian nombró al obispo de la prelacía de Diyarbakır, Mardiros Markar Tahmanian, (también graduado en el seminario de Mardin) como su sustituto en la prelacía de Mardin. 
Tazbazian fue juzgado y declarado inocente y liberado. Permaneció en Estambul realizando reuniones secretas en el consulado francés, pero fue denunciado a las autoridades turcas por el patriarca armenio de Constantinopla y fue de nuevo arrestado en una misma celda junto al arzobispo de Alepo Abraham Ardzivian (quien había sido encarcelado el 4 de agosto de 1715). Tazbazian ayudó al director de la prisión rezando para que su esposa pudiera tener un hijo, por lo que se ganó su favor y en agradecimiento el director ayudó a que uno de los dos prisioneros fuera liberado de la prisión a cambio del pago de 733 francos. Tazbazian convenció a Ardzivian para que saliera y se quedó en prisión, en donde se le permitió ordenar a algunos sacerdotes y murió en 1716.

#### Abraham Ardzivian
En 1719 el arzobispo Ardzivian pudo retornar a Alepo protegido por el gobernador de la ciudad, Hakim Oghlou Pasha. Ardzivian contaba con el catolicós de Cilicia, Hovhannes V de Hadjin, quien alentado por misioneros latinos había enviado una profesión de fe católica a Roma en 1718. Ardzivian fue acusado de introducir el rito latino católico en la misa y de separar a los armenios de la autoridad del sultán, por lo que el 2 de septiembre de 1720 el patriarca armenio de Constantinopla logró un decreto del sultán que lo envió al exilio en la isla Arwad, cercana a Tartús.
En marzo de 1721 el jeque de la familia maronita Khazin donó en Kreim en el distrito de Keserwan en el Líbano las tierras en donde luego fue construido el monasterio del Santísimo Salvador por 4 hermanos de la familia Hovsepian de Alepo, uno de los cuales (Hagop Hovsepian) fue ordenado sacerdote por Ardzivian en Alepo en junio de 1720. Estos hermanos convivían con monjes de la orden de los Antonianos Maronitas en Kadisho y adoptaron sus reglas. 
Luego de la muerte del catolicós procatólico Hovannes V de Hadjin en 1721 los armenios de Alepo eligieron como sucesor a Ardzivian en 1722, quien en febrero de ese año fue liberado por medio de sus influencias maronitas tras el soborno del bajá de Trípoli y se refugió en las montañas libanesas en el monasterio de Kreim, protegido por el gobernador maronita de Keserwan, Abi Nader Al-Khazin, y por el patriarca maronita. El patriarca armenio de Constantinopla, Hovhannes IX Kolot, contando con el soporte del sultán Ahmed III, declaró inválida la elección y Gregorio II de Cesarea fue nombrado nuevo catolicós, aunque la comunidad armenia de Alepo se dividió y los sacerdotes procatólicos continuaron en la ciudad.
En 1731 el sultán otomano decidió que el catolicosado de Cilicia fuera siempre ocupado por un miembro de la familia Ajapahian, por lo que Ghukas I Ajapahian fue nombrado catolicós, iniciando una dinastía que duró hasta 1865. En 1733 la facción católica de Alepo logró que el bajá local les entregara la iglesia de la Santa Madre de Dios (la otra iglesia armenia de la ciudad era la Catedral de los Cuarenta Mártires). En 1735 el archimandrita Hagop Hovsepian regresó a Alepo como vicario de Ardzivian, pues los armenios católicos de la ciudad en su mayoría lo continuaban reconociendo como su arzobispo. En 1737 murió el catolicós Ghukas y lo sucedió su hermano y coadjutor Miguel I Ajapahian siguiendo las directrices otomanas, quien ese año logró recuperar la iglesia en manos católicas. Los armenios católicos de Alepo (ciudad que era la residencia más habitual del catolicós) consideraron que la elección era un caso de nepotismo y exigieron el regreso de Ardzivian.
En medio de una revuelta en el eyalato de Egipto, la persecución contra los católicos disminuyó y en 1738 Hovsepian y los armenios católicos de Alepo obtuvieron de nuevo la iglesia y consiguieron bajo protección francesa el pasaporte para la restitución de Ardzivian a la sede. Ardzivian regresó a Alepo en diciembre de 1739 después de siete años de prisión y 17 años de exilio voluntario en el monasterio de Kreim, lejos de su diócesis. En mayo de 1740 Ardzivian con el apoyo de dos obispos de la Iglesia greco-melquita católica consagró a Hovsepian como obispo coadjutor de Alepo. Poco después consagró a Sahak Parseghian (Isaac) como obispo de Cilicia (con sede en Kilis) y a Melkon Markar Tahmanian como obispo de Siria (con sede en Mardin). Estableció así un sínodo, y mientras Ardzivian había retornado al Líbano debido a la oposición desde Estambul, el 26 de noviembre de 1740 los tres nuevos obispos católicos armenios, 40 sacerdotes y 14 fieles laicos lo eligieron como su propio catolicós y solicitaron al papa su confirmación por medio y recomendación de la jerarquía maronita.
La elección del patriarca católico esta vez no pudo ser obstaculizada por el patriarca armenio de Constantinopla ni por el Gobierno otomano, comprometido en esos años por la revuelta del bajá de Egipto, que también involucró al Líbano en donde Abraham Ardzivian colocó su residencia patriarcal en el monasterio de Kreim. El 13 de agosto de 1742 el patriarca electo llegó a Roma, en donde una comisión de la Congregación de Propaganda Fide consideró que el catolicosado de Sis estaba vacante porque un "herético" lo ocupaba (Miguel I). El 26 de noviembre de 1742 Ardzivian realizó una profesión de fe católica ante el papa Benedicto XIV, un consistorio de 18 cardenales y algunos obispos armenios exiliados, recibiendo del papa el reconocimiento de su elección como catolicós-patriarca de Cilicia de los armenios, con jurisdicción sobre Cilicia, Armenia Menor, Siria, Palestina y Egipto. El 8 de diciembre de 1742 el papa le entregó el palio. Ardzivian tomó el nombre de Abraham Pedro I Ardzivian y a partir de entonces todos los patriarcas católicos armenios llevan el nombre Pedro (Bedros), retornó al Líbano, desde donde mantuvo la comunicación con los armenios católicos de Cilicia por medio de monjes misioneros y organizó la congregación de los monjes antonianos. Poco antes de morir el 1 de octubre de 1749, ese año Ardzivian ordenó 3 obispos titulares para Damasco (Boghos), Edesa o Dicranaguer (Hovsep) y Antep (Bedros Nercessian), los cuales solo podían permanecer refugiados en el Líbano bajo protección de los jeques maronitas. En esos años el número de refugiados católicos armenios, principalmente de Alepo, se incrementó notablemente, incluyendo al obispo Hovsepian.

### Desarrollo de la Iglesia católica armenia
El 14 de octubre de 1749 un sínodo en Kreim al que asistieron los obispos de Alepo, Damasco, Edesa, Kilis y Antep, designó patriarca a Hovsepian, quien fue confirmado el 23 de septiembre de 1750 por el papa y tomó el nombre de Jacobo Pedro II Hovsepian. El nuevo patriarca trasladó en 1750 la sede patriarcal desde el monasterio de Kreim al monasterio de Bzommar (donado por el jeque Mushrif And Qabalan Al-Khazin) cerca de Beirut. En 1753 ordenó a los obispos titulares de Maraş (Luca de Antep) y de Amasya (Basilio Avkadian). Falleció el 10 de junio de 1753.
El 23 de junio de 1753 un sínodo en Kreim por unanimidad eligió al monje Miguel Kasparian como nuevo patriarca. Como el elegido no era obispo, el sínodo lo nombró arzobispo de Alepo como paso previo a la elección patriarcal y luego fue consagrado obispo. En la bula de confirmación del nombramiento y concesión del palio al nuevo patriarca, el papa Benedicto XIV objetó que el sínodo se hubiera extralimitado nombrando a Kasparian como arzobispo de Alepo, opinó que eso se debía a que los electores tenían la creencia errónea de que los patriarcas armenios católicos debían ser antes arzobispos de Alepo. Sin embargo, tras dictamen de la Congregación de Propaganda Fide absolvió a todos de las penas que podrían caberles y deshizo la elección como arzobispo de Alepo.
En 1755 Kasparian ordenó obispos para Ajaltsije (Paul Leonian) y Amida o Diarbekir (Jean de Smyrne) y luego envió clérigos a ciudades como Estambul y Trebisonda. Estos nombramientos hicieron que Biagio Paoli, vicariato apostólico de Estambul y delegado apostólico, protestara la invasión de su jurisdicción. Kasparian notificó al papa que él consideraba que todos los armenios católicos estaban bajo su jurisdicción patriarcal. Para defender su posición viajó a Roma y el 30 de abril de 1759 realizó una alocución ante los cardenales de la Congregación de Propaganda Fide. El 9 de julio de 1759 la Propaganda Fide dictaminó que la jurisdicción del patriarca de Cilicia no se extendía más allá de Cilicia, Armenia Menor, Capadocia y Siria (Iurisdictionem patriarchae Ciliciae non extendi ultra Ciliciam, Armenian minorem, Cappadociam et Syriam). Por lo tanto, dicho patriarca no podía ejercer jurisdicción en las provincias del Ponto, Bitinia y Galacia (Ponti, Bithiniae, et Galatiae) que estaban sujetas a la jurisdicción del vicario apostólico de Constantinopla, que además tenía un delegado desde 1748 en Ajaltsije para los armenios del Cáucaso. Como Mesopotamia quedaba fuera de las fronteras que la Propaganda Fide le reconoció al patriarcado de Cilicia, cuando el papa Benedicto XIV el 20 de julio de 1760 aprobó el dictamen dispuso entregarle Mesopotamia en administración (con respecto a los armenios) por su voluntad (in administratione ad beniplacitum Sedis Apostolicae). Del mismo modo dispuso que a Egipto su jurisdicción se extendía per tolerantiam sanctae sedis a modo de indulgencia. Otro decreto de 22 de abril de 1769 dispuso agregar al patriarcado las regiones de Tokat y la villa exclusivamente católica de Perkenik en Asia Menor. Kasparian y los siguientes patriarcas armenios, sin embargo, continuaron reclamando jurisdicción sobre todos los fieles del rito. 
Entre los obispos que ordenó Kasparian estuvieron los de Damasco (Pablo Cobbe), Mardin (Juan Tasbas, Joseph Balithian y Pierre Eliazarian) y Adana (Gregorio Kupelian). En 1771 inauguró la iglesia de la Santa María Asunta en Bzommar, ya que hasta entonces las ceremonias religiosas se realizaban en Kreim. Falleció el 16 de noviembre de 1780.
El cuarto patriarca, Basilio Pedro IV Avkadian, fue elegido el 1 de diciembre de 1780. Fue previamente arzobispo de Alepo, pero refugiado en el Líbano como sus predecesores. Debió recibir a muchos refugiados de la persecución del patriarca ortodoxo Zacaria en 1780-1781. Falleció el 15 de febrero de 1788.

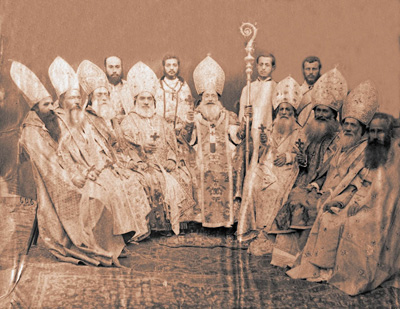
Encuentro de obispos católicos armenios en Jerusalén, c. 1880

Lo sucedió el arzobispo de Adana, Gregorio Pedro V Kupelian, elegido el 11 de mayo de 1788 y confirmado el 15 de diciembre de 1788. En 1812 creó el seminario con capilla de Bzommar con fondos donados por Mikael Agha, comerciante armenio de Madrás en India. Ordenó obispos titulares para Adana (Manuel), Marasc (Bedros Jeranian) y Amasya (Hacobo Holassian). Murió el 17 de junio de 1812.
El patriarca Gregorio Pedro VI Djeranian fue elegido el 23 de junio de 1812 y confirmado el 8 de abril de 1815. Como sus predecesores debió recibir a refugiados que huían de las persecuciones del patriarca armenio de Constantinopla, con severas persecuciones en esa ciudad y Alepo entre 1828 y 1830. En 1830 el sultán permitió el culto católico, por lo que los obispos y clérigos pudieron partir hacia sus diócesis, entre ellas la de Alepo que desde 1750 su obispo permanecía en el Líbano (comprendía las ciudades de Alepo, Damasco, Kilis y Antep). Ordenó 5 obispos y falleció el 22 de septiembre de 1840.
Luego de la partición de Polonia, desde 1809 las parroquias que pasaron al Imperio ruso tuvieron un vicario apostólico desde 1809 a 1816 basado en Mohyliv-Podilski.

### Erección de la archieparquía primacial de Constantinopla
Con el estallido de la guerra de Independencia de Grecia, en 1827 los católicos armenios de Estambul fueron denunciados por el patriarca apostólico armenio como partidarios de la causa griega por "ser amigos de los francos". El Gobierno turco reaccionó con vehemencia el 10 de enero de 1828 contra los armenios católicos con arrestos, deportaciones y expulsiones. Unas 400 personas murieron de hambre y frío al ser expulsadas de sus hogares y la comunidad católica se redujo. El papa León XII obtuvo a través de los Gobiernos de Francia y del Imperio austríaco el firman del sultán de 6 de enero de 1830 que puso fin a las medidas represivas y permitió el regreso de los exiliados y la devolución de sus bienes. 
La archieparquía de Constantinopla fue erigida como sede primacial metropolitana el 6 de julio de 1830 mediante el breve Quod iamdiu del papa Pío VIII, reemplazando al vicariato ritual armenio existente en Constantinopla. Antoine Nouridjan fue designado archieparca primado con jurisdicción sobre los territorios del Imperio otomano en donde los armenios hasta entonces dependían del vicariato apostólico latino de Constantinopla.
El reconocimiento legal de la Iglesia católica (incluyendo a los armenios y sirios católicos) por el Gobierno otomano ocurrió el 5 de enero de 1831, al establecerse la Katolik millet. El 3 de junio de 1831 un decreto del sultán reconoció al archieparca como jefe religioso y civil dentro del Imperio, estableciendo la Ermeni Katolik Millet. Quedó así establecido un poder dual, el religioso en Bzommar en el Líbano (donde habían colocado los patriarcas católicos su sede en 1750), y el civil en el archieparca primado de Constantinopla.
El 30 de junio de 1841 fue elegido patriarca Jacobo Pedro VII Holassian por un sínodo en Bzommar integrado por los arzobispos de Alepo (Parsegh Ayvazian o Aivas), Mardin (Joseph Ferrachian o Farra) y el titular de Amasya y procurador del patriarcado (Jacobo Holassian), y el obispo de Adana (Stepanos Holassian). No había llegado a tiempo el obispo titular de Cesarea en Capadocia y vicario patriarcal de Tokat (Miguel Asdvadzadourian). Fue confirmado por el papa el 28 de enero de 1842 y falleció el 6 de febrero de 1843.
En 1843 el obispo titular de Cesarea en Capadocia y vicario patriarcal de Tokat, Miguel Asdvadzadourian, fue elegido patriarca (tomó el nombre de Gregorio Pedro VIII Der Asdvadzadourian) en un sínodo en Bzommar al que solo asistieron los obispos de Adana (sede con obispos católicos desde 1774), Maraş (Germanicia Cesarea, hoy Kahramanmaraş, con obispo católico entre 1752 y 1812 y recreada el 20 de mayo de 1842 siendo obispo Pietro Apelian) y el obispo titular de Amasya y vicario patriarcal en Alepo (Ignacio Kalepecian). Luego los obispos de Alepo y de Mardin enviaron su consentimiento por escrito. Fue confirmado por el papa el 25 de enero de 1844. Para aumentar su jurisdicción, en 1849 el patriarca envió un vicario patriarcal a los armenios de Egipto, y designó a un obispo en la eparquía de Amida (hoy Diyarbakır), que había tenido obispos católicos desde circa 1650 hasta 1785 y que por conflicto entre los fieles estuvo vacante durante más de medio siglo. El 2 de junio de 1850 el patriarca designó como su vicario a Juan Hagian, con el título de obispo titular de Cesarea en Capadocia.
El 30 de abril de 1850, mediante la bula Universi Dominici gregis, el papa Pío IX concedió al archieparca primado Antonio Hassun la erección de 5 eparquías sufragáneas en el Imperio otomano: Ancyrana, Artuiniensi, Erzerumiensi, Prussensi ac Trapesuntina.  Correspondientes a: Ancyra (hoy Ankara, había existido desde 1735 y luego había sido suprimida), Artvin, Erzurum (o Garin), Prusa (hoy Bursa) y Trapezus (hoy Trebisonda). Las nuevas eparquías se correspondían con 5 vicariatos foráneos de la archieparquía primacial y la definición de sus límites fue delegada al archieparca. Ese día por la bula Ad supremum apostolatus erigió además la eparquía de Isfahán en Persia, poniéndola provisoriamente como sufragánea de Constantinopla.
Como no fue consultado por el papa al establecer la provincia de Constantinopla, a fin de afirmar sus derechos el patriarca convocó a un sínodo en Bzommar. El sínodo estableció el 18 de octubre de 1851 (no aprobado por la Santa Sede) diversas disciplinas en la Iglesia armenia y dispuso la erección de nuevas diócesis, fijando sus límites y los de las existentes dentro de la jurisdicción patriarcal. Al sínodo asistieron el patriarca, los archieparcas de Adana (vicario patriarcal), Mardin, titular de Amasya (vicario del archieparca de Alepo), Marasc, Alejandría y el eparca titular de Cesarea de Capadocia. Sin ser obispos también participaron 3 vicarios: de Alepo, Antep y Kilis; de Alejandría; y de Tokat, Sebaste, Perkenik y Gurin. El archieparca de Alepo era demasiado anciano como para asistir y el de Amida se excusó y aprobó por escrito. El sínodo propuso una nueva división del patriarcado en 10 diócesis:

Reverendissimus dominus patriarcha catholicae Armeniae nationis Ciliciae qui suam sedem in Libano, in conventu Bzomariensi sanctissimae Dei genitrici ad caelos assumptae dicatam habet, olim sub propria ditione plusquam triginta episcopos et archiepiscopos habebat. At nos in hac sancta Bzomariensi synodo convocati, ipso reverendissimo patriarcha consentiente, statuimus episcopales sedes ad decem tantummodo esse restringendas, quarum hic seriem apponimus:
1. Urbis Aleppensis eiusque districtum.
2. Mardiniensis, cuius iurisdictio ad Sekerd et Derik et horum districtus extenditur.
3. Alexandriae, quae Aegyptum, Damiatam, Harascit et viciniora complectitur.
4. Amidae, nunc Diarbekir, cuius iurisdictio usque ad Gisre et Sevoragh et finitimas regiones extenditur.
5. Sebastensis quae et Gurin et propinquiora loca comprehendit.
6. Neocaesareae, nunc Tokat, omnisque huius districtus.
7. Adae, nunc Adana, quae Tharsumet finitimas regiones complectitur.
8. Aintabensis, quae Kilis et propinquas regiones possidet.
9. Damasci, eiusque districtus.
10. Tandem Babylonensis, quae Niniven et Pasrau et propinquiora loca obtinet.

La propuesta de división de diócesis mantenía las sedes de Alepo, Mardin, Amida y Adana; suprimía la de Marasc; creaba las de Sebaste, Bagdad y Damasco; elevaba los vicariatos patriarcales de Alejandría y de Tokat a eparquías; y revivía la antigua sede de Kilis (en Antep (hoy Gaziantep). Como consecuencia, en 1858 el patriarca creó la eparquía de Sebaste (hoy Sivas) y en 1861 la de Melitene (hoy Malatya). El vicariato patriarcal de Tokat continuó bajo la administración del patriarca de Cilicia hasta la designación de un obispo en 1859, que se mantuvo hasta 1865. La sede Marasc no fue suprimida y no fueron erigidas las sedes de Damasco, Bagdad y Antep.
Para estar más cerca de sus fieles en 1856 el patriarca propuso el traslado de su sede a la villa de Kharput (hoy Elazığ), situada fuera de su jurisdicción y dentro de la de Garin (o Erzurum), dependiente de Constantinopla. La Santa Sede rechazó la propuesta y el 9 de mayo de 1865 con la bula Assidua romanorum creó la eparquía de Kharput, separando territorio de la eparquía de Garin y como sufragánea de Constantinopla.
El archieparca de Jerusalén, Michel Alexandrian, en una carta de fechada el 23 de febrero de 1863 mencionó los siguientes datos sobre el patriarcado:

a) La jurisdicción patriarcal se extendía sobre: Egipto, Palestina, Siria, Chipre, Cilicia, Capadocia, Armenia Menor, Kurdistán, Mesopotamia con Mosul, Bagdad y Basora.

b) Dependían del patriarcado los archieparcas de: Alepo, Mardin, Diyarbakır, Alejandría de Egipto, Amasya, Neocesarea, Sebaste, Malatya, Marasc, Cesarea, Jerusalén, Adana (que estaba vacante).

### Traslado del patriarcado a Estambul
El 9 de enero de 1866 murió el patriarca Gregorio Pedro VIII Der Asdvadzadourian y por orden de la Propaganda Fide de 1859 la elección de uno nuevo no podría realizarse sin consentimiento de la Santa Sede. El obispo de Mardin, Melchior Nazarian, fue designado vicario del patriarcado por Joseph Valerga (patriarca latino de Jerusalén y prodelegado apostólico de Siria). Valerga convenció a los obispos armenios de trasladar la sede patriarcal a Constantinopla e impidió el voto a quienes no fueran obispos.
La dicotomía entre la existencia de un patriarca y un primado se resolvió el 15 de septiembre de 1866 cuando el archieparca primado de Constantinopla, Antonio Hassun, fue elegido patriarca de Cilicia de los armenios por un sínodo compuesto por los archieparcas de: Mardin, Alepo, Marasc, Diyarbakır, Melitene y los titulares de Amasya, Cesarea y Chipre. El 12 de julio de 1867 el papa Pío IX mediante la carta apostólica Reversurus confirmó la elección patriarcal, trasladó la sede del patriarcado a Estambul y excluyó a los laicos de la elección patriarcal. El 15 de julio de 1867 impuso el palio al nuevo patriarca en Roma.
Aprovechando la presencia de los obispos armenios en Roma, el nuevo patriarca convocó a una conferencia que la Propaganda Fide aprobó y le permitió iniciar antes de ser confirmado como patriarca. Del 3 al 19 de julio de 1867 se reunieron en Roma con el patriarca los obispos que habían participado del sínodo (excepto el de Diyarbakır, que no viajó a Roma): Mardin, Alepo, Marasc, Melitene y los titulares de Amasya, Cesarea y Chipre; y los sufragáneos del nuevo patriarca que viajaron con él: Ancyra, Brusa, Artvin, Trebizonda, Erzerum y Kharput. Ausente tanto en el sínodo como en la conferencia estuvo el superior general de los antoninos y obispo titular de Antioquía, Placide Kasandjian, y además los obispos de Sebaste y de Alejandría. La sede de Adana estaba vacante desde 1862, lo mismo que la de Isfahán desde 1861.
La conferencia propuso: la incorporación de la jurisdicción de Constantinopla al patriarcado; la fusión de las sedes de Tokat y de Sivas como eparquía de Sebaste; la fusión de las sedes de Karput y de Malatia si fuera necesario; que Bagdad y la Arabia oriental se transformasen en un vicariato foráneo provisoriamente gobernado por el archieparca de Mardin; que Damasco con la Arabia occidental fuera otro vicariato foráneo gobernado provisoriamente por el obispo de Beirut; que Bzommar y todo el Líbano no fuera parte de ninguna diócesis, sino que dependiente del patriarca por medio de un administrador; que el obispo de El Cairo administrase provisoriamente la sede patriarcal de Alejandría; que el de Alepo lo haga sobre la de Antioquía y el de Beirut sobre la de Jerusalén; que la archieparquía de Antioquía erigida por el patriarca Pedro VIII en Seleucia se restituya a la de Alepo; que la eparquía de Isfahán fuese administrada por un administrador patriarcal. Se dispuso además la nueva división territorial del patriarcado, sin ninguna sede metropolitana y siguiendo provisoriamente los límites de las antiguas provincias del Imperio romano (la Propaganda Fide luego pidió que se reemplazaran por topónimos modernos):
- Constantinopla, residencia patriarcal con jurisdicción en Tracia, Tesalia, Macedonia y el distrito de Scutari en Asia
- Administración patriarcal de Bzommar y Líbano
- Vicariato foráneo patriarcal de Bagdad
- Vicariato foráneo patriarcal de Damasco
- 17 sedes sufragáneas del patriarcado:
  - Eparquía de Brusa (Bitinia con Misia)
  - Eparquía de Ancyra (Galacia con Paflagonia)
  - Eparquía de Trebizonda (Lázica con Ponto)
  - Eparquía de Artvin (Daone)
  - Archieparquía de Sivas (Colofone)
  - Archieparquía de Cesarea (Capadocia con Cataonia y Licaonia)
  - Archieparquía de Malatia (Melitene con Comagene)
  - Archieparquía de Adana (Cilicia occidental con Pisidia, Isauria, Pamfilia y Trachea Frigia)
  - Archieparquía de Marasc (Cilicia oriental)
  - Eparquía de Karput (Sofene con Antixene, Arzanene)
  - Eparquía de Erzerum (Passene con Moxoene)
  - Archieparquía de Diarbekir (Mesopotamia occidental)
  - Archieparquía de Mardin (Mesopotamia oriental)
  - Archieparquía de Alepo (Siria)
  - Eparquía de Beirut (Palestina con Chipre)
  - Archieparquía de El Cairo (Egipto)
  - Eparquía de Ispahán (Persia)

La Santa Sede dispuso el 13 de agosto de 1867 la aprobación de la conferencia de Roma, incluyendo la extensión del territorio propio del patriarcado a Egipto, Arabia, Persia y Mesopotamia.
Hassun dispuso convocar a un concilio en Estambul para el 5 de julio de 1869. Además del patriarca, doce obispos residenciales fueron al concilio: los de Marasc, Diarbekir, de Cesarea en Capadocia, de Alepo, Malatia, Mardin, Angora, Brusa, Artvin, Trebisonda, Karputh, Erzerum; y cinco obispos titulares: Amasya, Chipre, Antioquía (abad general de los antoninos armenios), el abad general de los mequitaristas de Venecia y el director del colegio armenio de Roma. Otros dos obispos titulares, Arsene Andjarakian y el abad general de los mequitaristas de Viena, estuvieron representados por un sacerdote delegado.
En esos momentos ocurrió una situación de tensión entre la Iglesia católica armenia y la Santa Sede, sobre la elección de los patriarcas y obispos, que provocó un cisma temporal. La Santa Sede había decidido que el patriarca elegido por los obispos del patriarcado solo podía asumir el cargo con la confirmación de la elección por el papa. Cuatro obispos (de Amasya, Chipre, Antioquía y Diarbekir) no reconocieron la Reversurus y el 25 de enero de 1870 crearon un cisma en la Iglesia católica armenia. Los cismáticos, con unos 4000 adherentes, en un sínodo el 14 de febrero de 1871 declararon ilegal la elección de Hassun, repudiaron el Concilio Vaticano I y luego de que el 13 de mayo de 1871 los otomanos depusieran a Hassun y el papa los excomulgara el 2 de noviembre de 1871, en mayo de 1872 nombraron patriarca al eparca de Amida, Hovannes Kupelian. El patriarca cismático fue confirmado por el Gobierno otomano y ordenó 4 obispos. En julio de 1872 Hassun fue expulsado del Imperio y la mayoría de los lugares de culto entregados a los cismáticos. En marzo de 1879 el patriarca cismático Kupelian se reconcilió con el papa y renunció, y el cisma finalizó el 9 de abril de 1879 cuando Hassun fue reconocido por las autoridades otomanas, viajando luego a Roma, en donde fue creado cardenal, renunció al patriarcado en 1881 y murió en 1884. El principal efecto permanente del cisma fue la pérdida de la congregación de los monjes antoninos, que pasó a la Iglesia apostólica armenia.

### Desarrollo posterior
A partir de 1828 las comunidades católicas de Armenia quedaron bajo control político del Imperio ruso. El papa Pío IX creó en 1850 la eparquía de Artvin, cuya jurisdicción quedó en territorio ruso después de la guerra ruso-turca (1877-1878). La represión de los zares hizo que en los siguientes 40 años la diócesis fuera abandonada y a partir de 1912 los fieles armenios quedaran bajo jurisdicción de la diócesis latina de Tiráspol.
El Anuario Pontificio de 1867 menciona que la jerarquía católica armenia estaba constituida por el patriarcado de Cilicia; la archieparquía primacial de Constantinopla; las archieparquías de Adana, Alepo, Amida, Alejandría, Cesarea en Capadocia, Maraş, Mardin, Melitene, Tokat y Sebaste; y las eparquías de: Ancyra, Artvin, Garin, Kharput, Prusa, Trapezus e Isfahán. Fuera del patriarcado estaba la archieparquía de Leópolis.
La eparquía de Muş fue erigida el 10 de julio de 1883 por división de la eparquía de Garin. En 1885 el vicariato patriarcal de Egipto fue transformado en eparquía de Alejandría por la Santa Sede, eparquía que había existido hasta 1867.
Además de la archieparquía de Leópolis, a finales del siglo XIX, la Iglesia armenia católica incluía: 4 arquidiócesis (Constantinopla, Alepo, Mardin y Sebaste-Tokat); 12 diócesis (Alejandría, Ancyra, Adana, Maraş, Garin, Cesarea en Capadocia, Melitene, Muş, Prusa, Amida, Trapezus y Kharput; y 9 vicariatos patriarcales (Artvin, Bagdad, Jerusalén, Bzommar, Esmirna, Nicomedia, Isfahán, Beirut, Deir ez-Zor). De estas 26 circunscripciones eclesiásticas, 16 estaban en los territorios actuales de Turquía.
A principios del siglo XX, los armenios católicos del Imperio otomano sufrieron el mismo destino que el resto de la nación armenia con el genocidio perpetrado en el Estado turco desde 1915 a 1923. Cifras de la matanza y destrucción sobre la Iglesia católica armenia: 156 iglesias, 32 monasterios, 148 escuelas y 6 talleres destruidos, 270 sacerdotes y 300 religiosos muertos. Fueron asesinados los obispos: Hagop Topuzian (de Muş), Stefano A. Israelian (de Kharput), Andrea Elia Celebian (de Amida), Mikael Khatchadourian (de Melitene) y Ignatius Maloyan (de Mardin). La Iglesia armenia se dispersó entre los países vecinos como Siria, y en 1928 un sínodo realizado en Roma decidió trasladar el patriarcado a Beirut, manteniendo a Constantinopla como una arquidiócesis. En la Armenia actual, una comunidad armenio-católica surgió solo en el siglo XIX por refugiados del Imperio otomano.

## Autoridades
La autoridad suprema de la Iglesia católica es ejercida por el papa o por todos los obispos en comunión con este reunidos solemnemente en un concilio ecuménico. La Iglesia católica armenia, como parte de la Iglesia católica, se mantiene sujeta a la autoridad suprema de la Iglesia, aunque a ella se le reconoce cierto grado de autonomía como Iglesia patriarcal que le permite contar con una jerarquía propia y ser gobernada por un patriarca con su sínodo.

### Patriarca

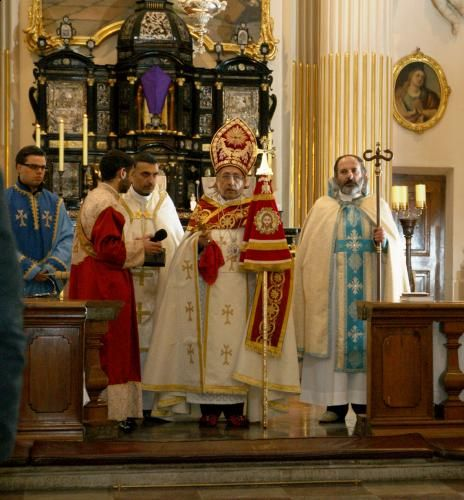
Rafael Pedro XXI Minassian, patriarca-catolicós de Cilicia de los armenios

La jerarquía propia de la Iglesia católica armenia está encabezada por el patriarca de Cilicia de los armenios católicos, quien usa el título tradicional de patriarca-catolicós de la Casa de Cilicia (en armenio: Կաթողիկոս Պատրիարք Տանն Կիլիկիոյ). La sede del patriarcado se halla en Beirut, Líbano. Desde el 23 de septiembre de 2021 el patriarca es Rafael Pedro XXI Minassian.
En cuanto a la precedencia de honor de los patriarcas de las Iglesias católicas orientales, la sede patriarcal de Cilicia ocupa el cuarto lugar, detrás de Alejandría, Antioquía y Bagdad, en virtud de los cánones 58 y 59 del CCEO. Debido a la autonomía que se le reconoce como patriarcado, el patriarca-catolicós de los armenios es elegido por el Santo Sínodo integrado por todos los obispos de la Iglesia católica armenia y debe luego requerir la comunión eclesiástica del papa, sin la cual no debe convocar al sínodo ni ordenar obispos.
Lista de patriarcas de la Iglesia católica armenia
- Abraham Pedro I Ardzivian 	(1740-1749)
- Jacobo Pedro II Hovsepian 	(1749-1753)
- Miguel Pedro III Kasparian 	(1753-1780)
- Basilio Pedro IV Avkadian 	(1780-1788)
- Gregorio Pedro V Kupelian 	(1788-1812)
- Gregorio Pedro VI Djeranian 	(1812-1840)
- Jacobo Pedro VII Holassian 	(1841-1843)
- Gregorio Pedro VIII Der Asdvadzadourian (1843-1866)
- Antonio Pedro IX Hassun 		(1866-1881)
  - Jacobo Pedro IX (elegido en 1871 por un sínodo en cisma; el 11 de marzo del mismo año el papa declaró su elección írrita y nula)
- Esteban Pedro X Azarian 		(1881-1899)
- Pablo Pedro XI Emmanuelian 	(1899-1904)
- Pablo Pedro XII Sabbaghian 	(1904-1910)
- Pablo Pedro XIII Terzian 	    (1910-1931)
- Avedis Pedro XIV Arpiarian 	(1931-1937)
- Gregorio Pedro XV Agagianian 	(1937-1962)
- Ignacio Pedro XVI Batanian 	(1962-1976)
- Hemaiag Pedro XVII Ghedighian (1976-1982)
- Juan Pedro XVIII Kasparian 	(1982-1998)
- Narsés Pedro XIX Tarmouni	    (1999-2015)
- Gregorio Pedro XX Ghabroyan   (2015-2021)
- Rafael Pedro XXI Minassian    (2021-)[32]

### Sínodo patriarcal
El sínodo de la Iglesia católica armenia está compuesto por todos los obispos católicos armenios, incluso los auxiliares, y es convocado y presidido por el patriarca, quien debe tomar todas las decisiones importantes de acuerdo con él. Se reúne habitualmente una vez al año. Como las demás Iglesias orientales católicas autónomas, conforme al CCEO, por decisión sinodal y luego de consultar a la Santa Sede, el patriarca puede erigir, modificar y suprimir eparquías, así como nombrar a sus obispos. Los obispos son elegidos por el sínodo patriarcal de una lista de candidatos elaborada previamente por el sínodo y enviada por el patriarca al papa para su aprobación (can. 181-187). Fuera del territorio propio del patriarcado, el patriarca y el sínodo de la Iglesia católica armenia tienen jurisdicción en materia litúrgica únicamente (can. 150); sin embargo, de acuerdo con el sínodo, el patriarca puede proponer al papa la erección de circunscripciones eclesiásticas armenias fuera de los límites de su territorio (can. 148). Los obispos católicos armenios por fuera del territorio propio del patriarcado son nombrados por el papa entre al menos tres candidatos elegidos por el sínodo (can. 149).

### Curia patriarcal
En la sede patriarcal de Bzommar se halla la curia del patriarcado católico armenio, que comprende el sínodo permanente, los obispos de sedes titulares o eméritos asignados a la curia (hasta 3), el tribunal ordinario de la Iglesia patriarcal, el oficial de finanzas, el canciller patriarcal, la comisión litúrgica y otras comisiones. Los miembros de la curia son nombrados por el patriarca, a excepción del sínodo permanente presidido por el patriarca y con 4 obispos, uno elegido por el patriarca y 3 designados por quinquenio por el sínodo patriarcal. Se reúne normalmente 12 veces al año y acompaña al patriarca en decisiones menores.

## Circunscripciones eclesiásticas
A excepción del propio patriarcado de Cilicia y de la archieparquía patriarcal de Beirut, el patriarcado armenio no tiene otras sedes metropolitanas, por lo que en aplicación del canon 80 del CCEO el patriarca ejerce los derechos y obligaciones de un metropolitano en todas las eparquías y archieparquías dentro del territorio propio del patriarcado.

### En el territorio propio del patriarcado
El sínodo patriarcal de la Iglesia católica armenia encabezado por el patriarca tiene jurisdicción para erigir, modificar y suprimir circunscripciones eclesiásticas, así como nombrar obispos dentro de su territorio propio, que comprende: Líbano, Siria, Israel, los Territorios Palestinos, Jordania, Egipto, Irak, Turquía, Irán, Sudán y Sudán del Sur. El 22 de julio de 2020 el papa Francisco en un rescriptum ex audientia decidió derogar las disposiciones de sus dos antecesores y extender la jurisdicción de los 6 patriarcas orientales sobre los dos vicariatos apostólicos de Arabia, por lo que el patriarcado de la Iglesia armenia amplió su jurisdicción a Kuwait, Arabia Saudita, Catar, Baréin, Omán, Emiratos Árabes Unidos y Yemen.
De acuerdo al Anuario Pontificio 2022, dentro del territorio propio del patriarcado de Cilicia de los armenios a finales de 2020 existían las siguientes circunscripciones eclesiásticas armenias:
| Circunscripción             | Tipo                                                               | País/países                   | Ciudad sede    | Fieles bautizados | Obispos | Parroquias | Sacerdotes seculares | Sacerdotes religiosos | Religiosos | Religiosas | Diáconos permanentes | Seminaristas |
| --------------------------- | ------------------------------------------------------------------ | ----------------------------- | -------------- | ----------------- | ------- | ---------- | -------------------- | --------------------- | ---------- | ---------- | -------------------- | ------------ |
| Beirut                      | Archieparquía metropolitana y sede propia del patriarca de Cilicia | Líbano                        | Beirut         | 10 250            | 2       | 7          | 6                    | 12                    | 20         | 9          | 2                    | 21           |
| Alepo                       | Archieparquía inmediatamente sujeta al patriarca                   | Siria                         | Alepo          | 5000              | 1       | 4          | 6                    | 2                     | 2          | 3          | 1                    | 2            |
| Bagdad                      | Archieparquía inmediatamente sujeta al patriarca                   | Irak                          | Bagdad         | 500               | 0       | 2          | 2                    | 0                     | 2          | 0          | 0                    | 1            |
| Constantinopla (o Estambul) | Archieparquía inmediatamente sujeta al patriarca                   | Turquía                       | Estambul       | 2500              | 2       | 3          | 3                    | 3                     | 3          | 2          | 1                    | 0            |
| Alejandría (o Iskanderiya)  | Eparquía sufragánea de Cilicia                                     | Egipto, Sudán y Sudán del Sur | El Cairo       | 9153              | 1       | 4          | 0                    | 0                     | 0          | 2          | 0                    | 0            |
| Isfahán                     | Eparquía sufragánea de Cilicia                                     | Irán                          | Teherán        | 150               | 1       | 1          | 0                    | 0                     | 0          | 0          | 0                    | 0            |
| Qamishli                    | Eparquía sufragánea de Cilicia                                     | Siria                         | Qamishli       | 2500              | 2       | 3          | 3                    | 0                     | 0          | 0          | 2                    | 2            |
| Damasco                     | Exarcado patriarcal                                                | Siria                         | Damasco        | 4500              | 1       | 1          | 0                    | 1                     | 1          | 0          | 1                    | 0            |
| Jerusalén y Amán            | Exarcado patriarcal                                                | Israel, Palestina y Jordania  | Jerusalén Este | 500               | 0       | 2          | 0                    | 2                     | 3          | 0          | 0                    | 1            |
| TOTAL                       | -                                                                  | -                             | -              | 35 323            | 10      | 27         | 20                   | 20                    | 31         | 16         | 7                    | 27           |

La sede propia o particular del patriarca es la archieparquía metropolitana armenia de Beirut (Archidioecesis Berytensis Armenorum), que no tiene sufragáneas. Su territorio abarca el Líbano, en donde se encuentran la catedral de San Elías y San Gregorio el Iluminador en Beirut y 6 parroquias: Nuestra Señora de la Anunciación en Achrafieh, San Salvador en Burj Hammoud, Santa Cruz en Zalka, Nuestra Señora de la Asunción en Bzommar, Santo Rosario en Anjar y Nuestra Señora de Fátima en Zahlé. Fue erigida como eparquía el 6 de diciembre de 1742 y como archieparquía el 25 de enero de 1929.
En áreas del territorio propio en donde no han sido erigida diócesis, el sínodo armenio tiene los siguientes exarcados patriarcales directamente dependientes del patriarca:
- - Exarcado patriarcal de Damasco. Su territorio abarca el sur de Siria, teniendo como única parroquia a Santa María Reina del Universo en Damasco. La parroquia católica armenia de Damasco existe desde 1778. A partir de 1946 el párroco fue llamado sucesor patriarcal y desde el 6 de noviembre de 1984 tiene un obispo como exarca patriarcal.
  - Exarcado patriarcal de Jerusalén y Amán. Su territorio abarca Israel, los Territorios Palestinos y Jordania, existiendo 2 parroquias: Nuestra Señora del Espasmo en Jerusalén Este y Nuestra Señora de la Asunción en Amán. Un vicario patriarcal armenio existió en Jerusalén desde 1856 hasta que el exarcado patriarcal de Jerusalén fue creado el 1 de octubre de 1991. En 1998 fue rebajado a territorio dependiente del patriarca con el nombre de Jerusalén y Amán, y en 2001 restablecido como exarcado patriarcal con su nombre actual.[37]

Son sufragáneas directamente del patriarca las eparquías de:
- - Eparquía de Alejandría de los armenios (Eparchia Alexandrina Armenorum). Su territorio abarca Egipto, Sudán y Sudán del Sur. Tiene 3 parroquias: la catedral de la Anunciación en El Cairo, Santa Teresa en Heliópolis (suburbio de El Cairo) e Inmaculada Concepción de la Virgen María en Alejandría.[38] Fue erigida en 1885.
  - Eparquía de Isfahán (Eparchia Hispahanensis Armenorum). Su territorio abarca Irán, con 1 parroquia catedral: San Gregorio el Iluminador en Teherán. Fue erigida el 30 de abril de 1850.
  - Eparquía de Qamishli (Eparchia Kamechliensis Armenorum). Su territorio abarca en Siria las gobernaciones de Hasaká y Deir ez-Zor. Tiene 3 parroquias: catedral San José en Qamishli, Sagrada Familia en Hasaka y San Gregorio el Iluminador en Deir ez-Zor. Fue erigida el 29 de junio de 1954 con parte de la archieparquía de Mardin.

El resto del territorio propio del patriarcado armenio está cubierto por las siguientes archieparquías:
Archieparquías:
- Archieparquía de Alepo de los armenios (Aleppensis Armenorum). Su territorio abarca el noroeste de Siria. Tiene en Alepo 5 parroquias: la catedral de Nuestra Señora de la Piedad, San Salvador-Santa Bárbara, Santísima Trinidad, Santa Cruz, y de la Anunciación; y en Al Raqa la parroquia de los Santos Mártires. La eparquía cuenta con otras 5 iglesias y capillas en Alepo y una en Kessab en la gobernación de Latakia.[39] La diócesis (o prelacía) armenia de Beroea o Alepo fue fundada en 1432 bajo dependencia del catolicós de Cilicia.[40] Desde 1710 tiene un obispo católico, que se transformó el 26 de noviembre de 1740 en el primer patriarca de la Iglesia católica armenia. El 3 de febrero de 1899 fue elevada a archieparquía.
- Archieparquía de Bagdad de los armenios (Babylonensis Armenorum). Su territorio abarca Irak. Tiene 2 parroquias en Bagdad: la catedral Nuestra Señora de Nareg y Sagrado Corazón de Jesús. Fue creada el 29 de junio de 1954 con parte de la archieparquía de Mardin.
- Archieparquía de Constantinopla (Constantinopolitanus Armenorum). Su territorio abarca Turquía. En Estambul tiene 4 vicariatos parroquiales: la catedral de Santa María, Inmaculada Concepción, San León y San Juan Crisóstomo. Cuenta además con otras 12 iglesias en Estambul y una en Mardin.[41] Fue creada como archieparquía en 1830, en 1850 pasó a ser metrópolis de 6 eparquías y en 1867 fue suprimida e incorporada al patriarcado de Cilicia. Fue restaurada el 15 de octubre de 1928 cuando fue separada del patriarcado nuevamente.

### Fuera del territorio propio del patriarcado
Fuera del territorio propio del patriarcado, la Iglesia armenia tiene varias circunscripciones inmediatamente sujetas a la Santa Sede. Los obispos por fuera de los límites del territorio propio del patriarcado tienen los mismos derechos y obligaciones de los demás obispos armenios, aunque a diferencia de estos son nombrados por el papa entre al menos tres candidatos elegidos por el Santo Sínodo.
De acuerdo al Anuario Pontificio 2022, fuera del territorio propio del patriarcado de Cilicia de los armenios a finales de 2020 existían las siguientes circunscripciones eclesiásticas armenias:
| Circunscripción                       | Tipo                 | País/países                                                              | Ciudad sede  | Fieles bautizados                                                                 | Obispos | Parroquias | Sacerdotes seculares | Sacerdotes religiosos | Religiosos | Religiosas | Diáconos permanentes | Seminaristas |
| ------------------------------------- | -------------------- | ------------------------------------------------------------------------ | ------------ | --------------------------------------------------------------------------------- | ------- | ---------- | -------------------- | --------------------- | ---------- | ---------- | -------------------- | ------------ |
| Leópolis                              | Archieparquía        | Ucrania Moldavia                                                         | Leópolis     | 0 (sede no operativa, sus fieles están dentro del ordinariato de Europa Oriental) | 0       | 0          | 0                    | 0                     | 0          | 0          | 0                    | 0            |
| Nuestra Señora de Nareg en Glendale   | Eparquía             | Estados Unidos y · Canadá                                                | Glendale     | 36 300                                                                            | 1       | 8          | 4                    | 5                     | 5          | 5          | 3                    | 3            |
| San Gregorio de Narek en Buenos Aires | Eparquía             | Argentina                                                                | Buenos Aires | 16 600                                                                            | 2       | 1          | 1                    | 0                     | 0          | 0          | 0                    | 0            |
| Santa Cruz de París                   | Eparquía             | Francia                                                                  | París        | 35 000                                                                            | 2       | 6          | 2                    | 6                     | 6          | 3          | 0                    | 0            |
| América Latina y México               | Exarcado apostólico  | Brasil, México, Uruguay y el resto de América Latina (excepto Argentina) | São Paulo    | 12 000                                                                            | 2       | 2          | 2                    | 1                     | 1          | 2          | 0                    | 0            |
| Europa Oriental                       | Ordinariato oriental | Armenia, Bielorrusia, Estonia, Georgia, Letonia, Lituania y Rusia        | Guiumri      | 618 000                                                                           | 0       | 44         | 12                   | 6                     | 10         | 20         | 5                    | 6            |
| Grecia                                | Ordinariato oriental | Grecia                                                                   | Atenas       | 200                                                                               | 0       | 1          | 0                    | 0                     | 0          | 0          | 0                    | 0            |
| Rumania                               | Ordinariato oriental | Rumania                                                                  | Gherla       | 378                                                                               | 0       | 4          | 5                    | 0                     | 0          | 0          | 0                    | 0            |
| TOTAL                                 | -                    | -                                                                        | -            | 718 478                                                                           | 7       | 66         | 26                   | 18                    | 22         | 30         | 8                    | 9            |

Archieparquías:
- Archieparquía de Leópolis de los armenios (Archieparchia Leopolitana Armenorum). A 2018 no cuenta con clero ni lugares de culto y solo existe un puñado de fieles que desde el 13 de julio de 1991 pertenecen al ordinariato para los fieles de rito armenio en Europa Oriental. Al momento de su aniquilación en 1945-1946 su jurisdicción se extendía a las actuales óblasts de Leópolis, Ivano-Frankivsk y Ternópil en lo que hoy es Ucrania y que entonces era Polonia. Contaba con 9 parroquias. La catedral armenia de la Asunción de María en Leópolis fue confiscada por el gobierno comunista en 1945 y en 2000 entregada a la Iglesia apostólica armenia. Fue creada en 1361 como archieparquía dependiente del patriarca de Sis. Pasó a ser católica el 24 de octubre de 1630, siendo elevada a metropolitana de Polonia, Moldavia y Valaquia el 22 de mayo de 1635, teniendo como sufragáneas a las eparquías de Kamianets-Podilskyi y de Maguilov.[11] El 28 de marzo de 1809 perdió el carácter de metropolitana al ser suprimidas sus sufragáneas.

Eparquías:
- Eparquía de Nuestra Señora de Nareg en Glendale (Eparchia Dominae Nostrae Naregensis). Su territorio abarca los Estados Unidos y Canadá. Tiene 9 parroquias: la catedral San Gregorio el Iluminador en Glendale -un suburbio de Los Ángeles-, otras 6 parroquias en Estados Unidos: Santa Cruz Belmont -un suburbio de Boston-, San Vartan en Detroit, Sagrado Corazón en Little Falls, Nuestra Señora Reina de los Mártires en Los Ángeles, Santa Ana en Brooklin, San Marcos en Wynnewood -un suburbio de Filadelfia-; y 2 parroquias en Canadá: Nuestra Señora de Nareg en Saint-Laurent -un suburbio de Montreal- y San Gregorio en Toronto.[43] Desde 1896 existió un vicario patriarcal armenio en Nueva York. Fue creada como exarcado apostólico de los Estados Unidos de América y de Canadá el 3 de julio de 1981, elevado a eparquía de Nuestra Señora de Nareg en Nueva York el 12 de septiembre de 2005, y renombrada el 29 de diciembre de 2014.
- Eparquía de Santa Cruz de París (Eparchia Sanctae Crucis Lutetiae Parisiorum). Su territorio abarca Francia. Tiene 6 parroquias: la catedral de la Santa Cruz en París, San Gregorio el Iluminador en Arnouville, San Gregorio el Iluminador en Villeurbanne -un suburbio de Lyon-, San Gregorio el Iluminador en Marsella, San Narsés Chenorhali en Saint-Chamond y la parroquia de Valence.[44] Los fieles armenio de Francia dependieron del ordinariato para los fieles de rito oriental en Francia desde su creación el 27 de julio de 1954 hasta que el exarcado apostólico de Francia para los fieles de rito oriental armenio fue creado el 22 de julio de 1960. Fue elevado a eparquía el 22 de julio de 1960 el 30 de junio de 1986 con su nombre actual. El eparca es el visitador apostólico para Europa Occidental.
- Eparquía de San Gregorio de Nareg en Buenos Aires (Eparchia Sancti Gregorii Narekiani Bonaërensis Armenorum). Su territorio abarca Argentina. Tiene una sola parroquia, la catedral de Nuestra Señora de Narek en Buenos Aires. El 19 de febrero de 1959 fue creado el ordinariato para los fieles de rito oriental de Argentina incluyendo a los armenios, hasta que el 3 de julio de 1981 para los fieles armenios de Latinoamérica fue creado el exarcado apostólico armenio de América Latina y México. El 18 de febrero de 1989 fue creada la eparquía al ser separada del exarcado apostólico.

Exarcado apostólico:
- Exarcado apostólico de América Latina y México (Exarchatus Apostolicus pro fidelibus Ritus Armenii in omnibus dicionibus Americae Latinae atque Foederatarum Civitatum Mexicanarum commorantibus). Su territorio abarca Latinoamérica (excepto Argentina), principalmente en Brasil y Uruguay. Tiene 2 parroquias concatedrales: Nuestra Señora de Bzommar en Montevideo -Uruguay- y San Gregorio el Iluminador en São Paulo -Brasil-. Fue creado el 3 de julio de 1981. El 18 de febrero de 1989 perdió el territorio de Argentina al ser creada una eparquía con sede en Buenos Aires, cuyo eparca administra el exarcado apostólico.[45]

Ordinariatos:
- Ordinariato para los fieles de rito armenio en Europa Oriental (Ordinariatus Europae Orientalis). Su territorio abarca Armenia, Georgia, Rusia y Ucrania. Cuenta con 44 parroquias, entre ellas la catedral de los Santos Mártires en Gyumri, Armenia. En 1850 fue creada la eparquía de Artvin para todos los católicos armenios que residían en el territorio del Imperio ruso.[46] Fue creado el 13 de julio de 1991.
- Ordinariato para los fieles de rito armenio en Grecia (Ordinariatus Graeciae). Su territorio abarca Grecia. Cuenta con 2 parroquias: la catedral de San Gregorio el Iluminador en Atenas y Santa Teresa en El Pireo. Fue creado el 21 de diciembre de 1925.
- Ordinariato para los fieles de rito armenio en Rumania (Ordinariatus Romaniae Armenorum). Su territorio abarca Rumania. Cuenta con 4 parroquias: la catedral de la Santa Trinidad en Gherla, Nacimiento de la Madre de Dios en Gheorgheni, Santa Isabel en Dumbrăveni y Santísima Trinidad en Frumoasa.[47] Fue creado el 5 de junio de 1930. El ordinario es el arzobispo latino de Alba Iulia.

Aunque no está clasificado como un ordinariato armenio, sus fieles son exclusivamente de ese rito:
- Ordinariato para los fieles de rito oriental en Polonia (Ordinariatus pro fidelibus rituum orientalium in Poloniae). Aunque no está clasificado como de rito armenio, asiste casi exclusivamente a fieles armenios. Su territorio abarca Polonia. Tiene 3 parroquias: San Gregorio el Iluminador en Gliwice, San Gregorio de Narek en Varsovia y San Pedro y San Pablo en Gdansk. Fue creado el 18 de septiembre de 1981 ordinariato de Polonia para los católicos griegos y armenios y el 16 de enero de 1991 tomó su nombre actual al separarse los fieles greco-católicos ucranianos. Su ordinario es el arzobispo latino de Varsovia.

Dependiendo de los obispos latinos locales existen las parroquias armenias de:
- Nuestra Señora de la Asunción en Sídney, Australia.[48]
- Sagrados Corazones de Jesús y de María en Melbourne, Australia.
- Parroquia armenia católica de Budapest, Hungría

La orden mequitarista tiene monasterios en San Lázaro de los armenios (San Lazzaro degli Armeni) en Venecia (Italia) y en Viena (Austria), que asisten a las comunidades locales.
Los armenios católicos en el Reino Unido, Nueva Zelanda, Suecia e Italia están al cuidado espiritual de obispos latinos. La misión en Suecia forma parte del Vikariatet för de orientalisk-katolska kyrkorna de la diócesis católica de Estocolmo y tiene un rector basado en Tumba y dos diáconos en Märsta y en Tumba.

### Sedes titulares
La Iglesia católica conserva el recuerdo de diócesis desaparecidas que han sido catalogadas como sedes titulares armenias y que regularmente son conferidas a obispos auxiliares, de circunscripciones sin categoría de diócesis y de las curias romana y armenia:
Diócesis devastadas por el genocidio armenio (1915-1923) que permanecieron vacantes hasta 1972, cuando fueron suprimidas y recategorizadas como sedes titulares:
- La archieparquía titular de Mardin de los armenios (Mardinensis Armenorum). Fue erigida en 1708. El 29 de junio de 1954 perdió su territorio en Siria y en Irak para crear la eparquía de Qamishli y la archieparquía de Bagdad. Desde 1992 es una archieparquía titular.
- La archieparquía titular de Sebaste de los armenios (Sebastensis Armenorum, hoy Sivas). Fue erigida en 1858 y el 30 de junio de 1892 fue elevada a archieparquía cuando incorporó el territorio de la suprimida eparquía de Tokat.
- La eparquía titular de Adana de los armenios (Adanensis Armenorum). Fue erigida en 1774.
- La eparquía titular de Amida de los armenios (Amidenus Armenorum, hoy Diyarbakır). Fue erigida en 1650.
- La eparquía titular de Ancyra de los armenios (Ancyranus Armenorum, hoy Ankara). Fue erigida en 1735 y luego suprimida. Fue restaurada el 30 de abril de 1850.
- La eparquía titular de Artvin de los armenios (Artuinensis Armenorum). Fue erigida el 30 de abril de 1850.
- La eparquía titular de Cesarea en Capadocia de los armenios (Caesariensis in Cappadocia Armenorum, hoy Kayseri). Fue erigida en 1850.
- La eparquía titular de Garin de los armenios (Erzerumiensis Armenorum, hoy Erzurum). Fue erigida el 30 de abril de 1850.
- La eparquía titular de Kharput de los armenios (Karputensis Armenorum, cerca de Elazığ). Fue erigida el 9 de mayo de 1865 por el papa Pío IX con parte de Erzurum, como sufragánea de Constantinopla.
- La eparquía titular de Maraş de los armenios (Marascensis Armenorum, hoy Kahramanmaraş). Fue erigida en 1842.
- La eparquía titular de Melitene de los armenios (Melitensis Armenorum, hoy Malatya). Fue erigida en 1861.
- La eparquía titular de Muş de los armenios (Muscensis Armenorum). Fue erigida el 10 de julio de 1883 por división de la eparquía de Garin.
- La eparquía titular de Prusa de los armenios (Prusensis Armenorum, hoy Bursa). Fue erigida en 1850.
- La eparquía titular de Tokat de los armenios (Tokatensis Armenorum). Fue erigida en 1859 y el 30 de junio de 1892 fue suprimida e incorporada a Sebaste.
- La eparquía titular de Trapezus de los armenios (Trapezuntinus Armenorum, hoy Trebisonda). Fue erigida en 1850.

## Institutos de vida consagrada
- Orden mequitarista, creada el 8 de septiembre de 1717 en San Lázaro de los armenios en Venecia.[52]
- Congregación de las Hermanas Armenias de la Inmaculada Concepción, fundada en Constantinopla el 4 de junio de 1847.
- Instituto del Clero Patriarcal de Bzommar, creado en 1750 en Bzommar.